# Alaris

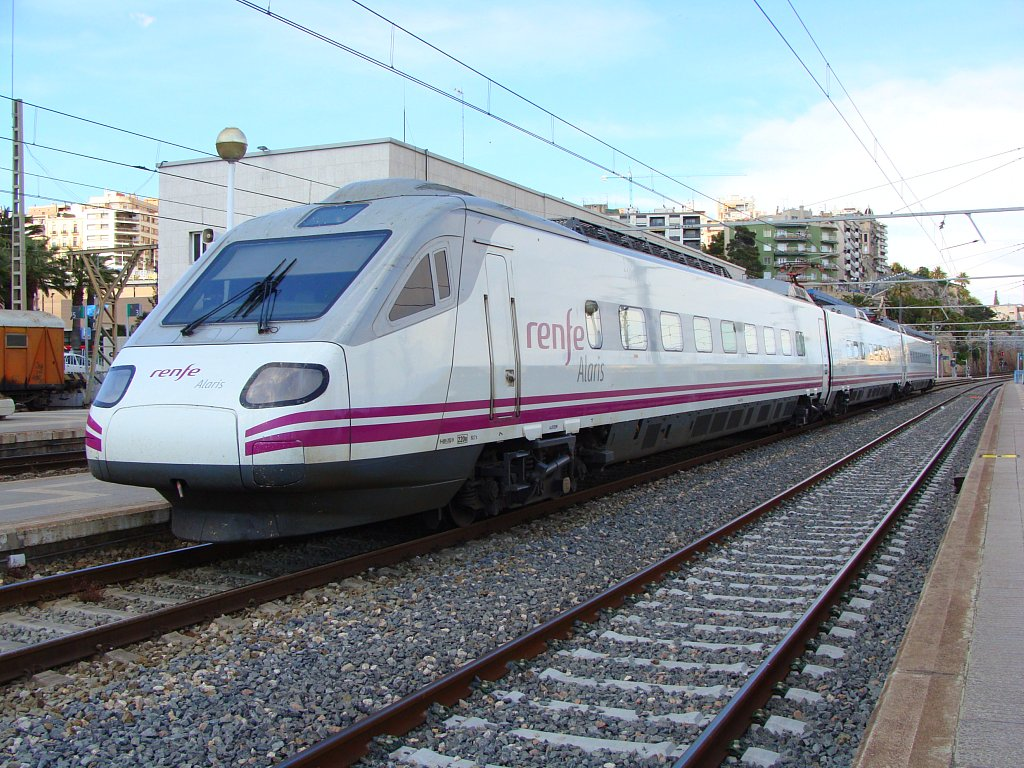
ETR 490 Alaris

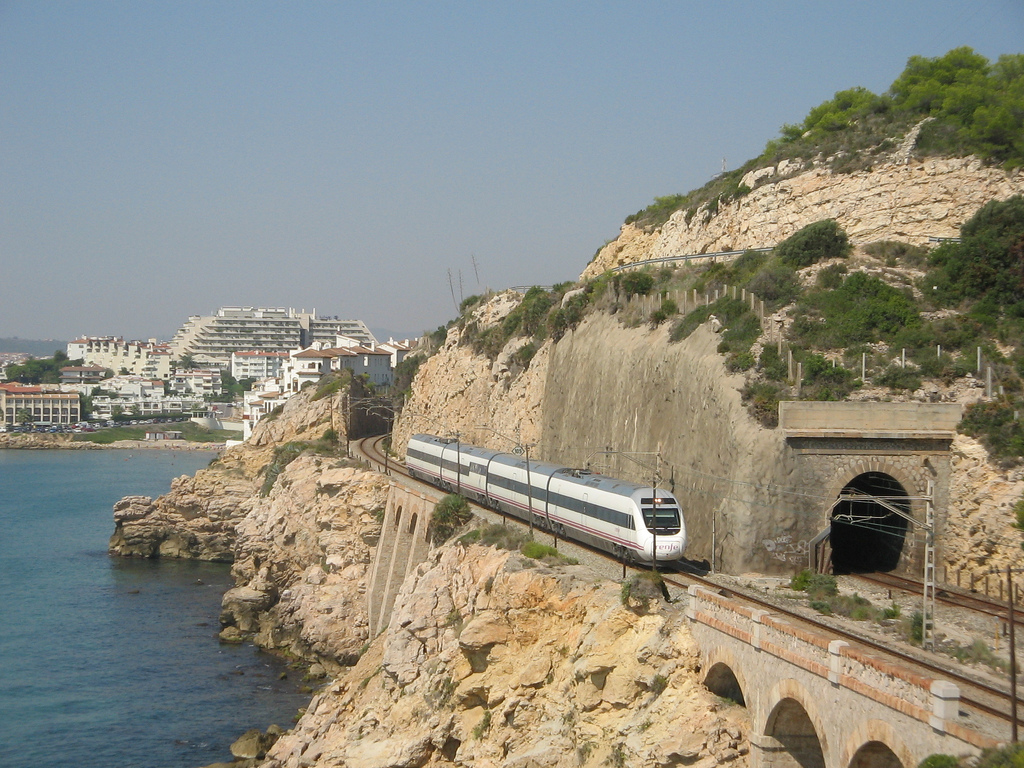
S-120 Alaris

Alaris – nazwa regionalnej sieci kolejowej zarządzanej przez hiszpańskiego przewoźnika krajowego Renfe, która łączy Madryt z Walencją. Alaris swe usługi świadczy przy wykorzystaniu pociągów z serii ETR 490.

## Historia
W połowie lat 90. RENFE planowało zastąpić stare pociągi serii Talgo III, które miały ponad 30 lat. W związku z tym RENFE potrzebowało nowych pociągów do obsługi nowych, zmodernizowanych i zelektryfikowanych linii dużej prędkości. Do przetargu stanęły wówczas dwa koncerny transportowe: francuski Alstom i włoski Fiat Ferroviaria. Nowe jednostki do obsługi tej trasy zostały oznaczone jako ETR 470 i ich nowsza wersja ETR 490, a także jako seria S-120 Alaris.

## Dane techniczne
Pociągi Alaris o oznaczeniu "seria 104" wykonane są w dwóch podstawowych wersjach. Pierwsza wersja składa się z czterech wagonów silnikowych, każdy o dwóch osiach napędowych. Jest on odmianą pociągu Alstom Pendolino, bez wyposażenia w układ przechyłu nadwozia, zasilaną prądem 25 kV. Prędkość – 250 km/h. Największy nacisk zestawu kół na szyny odpowiada masie nieprzekraczającej 17 t. Wskaźnik mocy wynosi 18,1 kW/t, masy własnej – 700 kg/m², 2,2 miejsca na metr długości pociągu.
Pudła wagonów wykonane są z wyciskanych elementów ze stopu lekkiego. Pociąg dostosowany jest do toru normalnego (standard europejski – 1435 mm). Przedziały pasażerskie są klasy preferencyjnej i turystycznej, zapewniono jedno miejsce dla wózka osoby niepełnosprawnej i bufet. Druga wersja tego pociągu przeznaczona została do zasilania prądem 25 i 3 kV oraz wyposażona w układ zmiennego rozstawu kół. Ze względu na zwiększoną moc jej wskaźnik wynosi 21,6 kW/t. Obie wersje wyposażono w hamulce wiroprądowe.